# حزب الشعب الباكستاني (شيرباو)
الحزب الوطني القومي (بالبشتوية: قومي وطن ګوند)‏؛ (بالأردوية: قومی وطن پارٹی)‏ والمعروف سابقًا باسم حزب الشعب الباكستاني (شيرباو)، هو أحد الأحزاب السياسية البارزة في باكستان، انفصل عن حزب الشعب الباكستاني قبل الانتخابات العامة لعام 2002 مباشرةً. وقد تم تسمية حزب الشعب الباكستاني (شيرباو) على اسم زعيمه أفتاب أحمد شيرباو. حيث نشأت خلافات بين رئيسة حزب الشعب الباكستاني بينظير بوتو وبين أفتاب أحمد شرباو في عام 1999 وطردته من حزب الشعب الباكستاني، وفي أكتوبر 2012 أعيد تسمية الحزب إلى الحزب الوطني القومي عندما قام بتغيير جدول أعماله السياسي وأعلن نفسه كحزب قومي بشتوني جديد.